# فرایامت
فرایامت (به آلمانی: Freiamt) یک شهر در آلمان است که در امندینگن واقع شده‌است.

## خواهرخوانده
شهر دو پنت خواهرخواندهٔ فرایامت هست.